# اختلال کندن پوست
اختلال وسواس کندن پوست (به انگلیسی: Excoriation disorder) یا دِرماتیلومِیْنیا (به انگلیسی: Dermatillomania) یک اختلال روانی است که در آن فرد، به‌طور مکرر پوست بدن خود(معمولاً پوست خشک شده روی زخم ها) را می‌کند و باعث آسیب دیدن پوست خود می‌شود.
نتایج تحقیقات در این زمینه به این موضوع اشاره می‌کند که که کندن مکرر پوست بیشتر به یک رفتار مکرر بدنی - رفتاری که در آن، فرد، کاری را پیوسته تکرار می‌کند - شباهت دارد ولی دیگر تحقیقات در این زمینه، استدلال می‌کنند که این اختلال به دلیل برخی از حالات، بیشتر به اختلال استفاده از مواد - چه دارویی چه مخدر - شباهت دارد که فرد در آن به چیزی خاص اعتیاد پیدا می‌کند. دو راه اصلی برای درمان این اختلال وجود دارد که یکی درمان دارویی و دیگری مداخله رفتاری است. کندن پوست سر، مخصوصا سر خشک شوره، میتواند باعث ماندن رد زحم در سر باشد و همچنین باعث ریزش مو در ناحیه زخم باشد. تنها راه ترک این کار ها، ورزش کردن و پیاده روی است.
فرد ممکن است پوست لب، گوش، پاشنه ی پا، پوست اطراف ناخن و دیگر اعضای بدن خود را بکند تا جایی که باعث خونریزی یا درد و سوزش شود. در برخی موارد فرد از درد و سوزش ناشی از کندن پوست احساس خوشایند می کند.

## تشخیص
کندن مکرر پوست که به ضایعات پوستی منجر می‌شود. این افراد پوست صورت، دست یا بازو را بیش از سایر نواحی بدن می‌کنند و اعضای بدن خود را دچار ضایعه می نمایند. همچنین این افراد پوست سالم، پوست ناهموار، جوش یا پینه یا زخم‌های ناشی از کندن‌های قبلی را نیز می‌کنند. فرد مبتلا این کار را با استفاده از ناخن، موچین، سنجاق ته گرد یا اشیای نوک تیز انجام می‌دهد و در برخی موارد با فشردن و مالیدن و گاز گرفتن پوست خود را می‌کند. این رفتار چند ساعت در روز انجام می‌شود و ماه‌ها یا سال‌ها ادامه می یابد.
افرادی که گرفتار این اختلال هستند، روزانه دست کم یک ساعت صرف پوست کندن، فکر کردن به آن و مقاومت در برابر میل به پوست کندن می‌کنند. این اختلال در 4/1 درصد جمعیت به چشم می خورد و زنان چند برابر بیشتر از مردان به این اختلال مبتلا هستند. شروع آن معمولاً در دوره نوجوانی و همراه با آغاز بلوغ یا پس از آن است و غالباً با یک مشکل پوستی مانند آکنه یا جوش شروع می‌شود.
مرور تاریخچه اختلال‌های روانی حاکی از این است که در بیست سال پیش اختلال پوست کنی نسبت به سایر اختلالات شایع روانشناختی کمتر مورد توجه تخصصی و بالینی بوده‌است. با این حال، مطالعات نشان می‌دهد که این اختلال از شیوع بالایی بر خوردار است.
این اختلال معمولاً با اختلال‌های دیگری مانند وسواس فکری ـ عملی، وسواس موکنی (اختلال کندن مو) و نیز اختلال افسردگی شدید همراه است. اختلال وسواس کندن پوست یا بر حسب برخی متون ناخن کشی، با خراش دادن و کندن مداوم پوست مشخص می‌شود که منجر به آشفتگی و اختلال در عملکرد فرد می‌شود.

## درمان
اختلال وسواس کندن پوست یک مشکل مزمن است که به‌وسیلهٔ دستکاری و کندن افراطی و عودکننده پوست که ناشی از امراض پوستی نیست، مشخص می‌شود. بیماران به‌طور مشخص میل و اصرار به کندن پوست خود دارند و کنترل و توقف این رفتارها برایشان مشکل است. پوست کنی معمولاً منجر به آسیب بافتی و بدشکلی ظاهری در این افراد می‌شود.
وسواس کندن پوست در دو حالت اتفاق می افتد:
- پوست کنی متمرکز (یعنی فرد قبل از این که پوست خود را بکند تنش دارد و بعد از کندن پوست آرام می‌شود).
- پوست کنی غیرارادی (در این حالت فرد بدون آگاهی و داشتن تنش نیز اقدام به کندن پوست خود می‌کنند).

برای درمان لازم است مشخص شود فرد کدام نوع پوست کنی را دارد و علاوه بر پوست کنی چه اختلالات دیگری دارد. درمان این اختلال به صورت ترکیبی انجام می‌شود (یعنی هم دارودرمانی و هم درمان‌های روان شناختی). درمان‌های وارونه‌سازی عادت (HRT)، کنترل استرس و هیجان، درمان‌های نگرشی و شناختی و به‌خصوص درمان‌های رفتاری شناختی می‌تواند به کاهش نشانه‌ها کمک کند. در این فرایند لازم است فرد تکنیک‌های کنترل هیجان را نیز بیاموزد.